# 1439 w polityce
Wydarzenia polityczne w 1439 roku.

## Wydarzenia
- 6 maja – Bitwa pod Grotnikami. W walce ginie Spytko z Melsztyna.

## Urodzili się
- 29 maja – Francesco Todeschini Piccolomini, późniejszy papież Pius III.

## Zmarli
- 27 października – Albrecht II Habsburg, król niemiecki, czeski i węgierski.